# Juan Daniel Cáceres
Juan Daniel Cáceres (Assunção, 6 de outubro de 1973) é um ex-futebolista paraguaio que atuava como defensor.

## Carreira
Juan Daniel Cáceres integrou a Seleção Paraguaia de Futebol na Copa América de 1999.